# Pahanga diyaluma
Pahanga diyaluma là một loài nhện trong họ Tetrablemmidae.
Loài này thuộc chi Pahanga. Pahanga diyaluma được Lehtinen miêu tả năm 1981.